# Pleustoides carinatus
Pleustoides carinatus är en kräftdjursart som först beskrevs av Gurjanova 1972.  Pleustoides carinatus ingår i släktet Pleustoides och familjen Pleustidae. Inga underarter finns listade i Catalogue of Life.